# Navajo Joe
Navajo Joe is een spaghettiwestern-film uit 1966, geregisseerd door Sergio Corbucci, met in de hoofdrol Burt Reynolds als de Navajo-indiaan Joe die zich verzet tegen een groep bandieten die verantwoordelijk zijn voor het uitmoorden van zijn stam. De film staat ook bekend voor het zeldzame gegeven waarin een Native American de protagonist speelt in een (spaghetti)western.

## Synopsis
Nadat een bende scalpjagers een geldtransport heeft overvallen, bindt de indiaan "Navajo" Joe alleen de strijd aan met de bandieten. Hij bevrijdt een stadje van de terreur van de moordenaars en brandstichters en wreekt daarmee tegelijk zijn vermoorde stamgenoten.

## Rolverdeling
| Acteur                | Personage                                  | Opmerking                    |
| --------------------- | ------------------------------------------ | ---------------------------- |
| Burt Reynolds         | "Navajo" Joe                               |                              |
| Aldo Sambrell         | Mervyn 'Vee' Duncan                        |                              |
| Nicoletta Machiavelli | Estella                                    |                              |
| Fernando Rey          | Eerwaarde Rattigan                         |                              |
| Tanya Lopert          | Maria                                      |                              |
| Franca Polesello      | Barbara                                    |                              |
| Lucia Modugno         | Geraldine                                  |                              |
| Nino Imparato         | Chuck Holloway, banjospeler                | vermeld als Antonio Imparato |
| Pierre Cressoy        | Dr. Chester Lynne                          | vermeld als Peter Cross      |
| Roberto Paoletti      | Sheriff Johnson                            |                              |
| Lucio Rosato          | Jeffrey Duncan                             |                              |
| Valeria Sabel         | Hannah Lynne                               |                              |
| Mario Lanfranchi      | Jefferson Clay, burgemeester van Esperanza |                              |
| Ángel Álvarez         | Oliver Blackwood, bankmanager              | vermeld als Angel Alvarez    |
| Rafael Albaicín       | Mexicaanse scalpjager                      | vermeld als Rafael Albaicin  |
| Lorenzo Robledo       | Robledo, Duncans bendelid                  |                              |
| Álvaro de Luna        | Sancho Ramirez, Duncans bendelid           | vermeld als Alvaro De Luna   |
| Gianni di Stolfo      | Sheriff Elmo Reagan                        |                              |
| Simón Arriaga         | Monkey, Duncans bendelid                   | vermeld als Simon Arriga     |
| Maria Cristina Sani   | Joe's vrouw                                |                              |